# Ligne de tramway O (SNCV Groupe de Gand Dampoort)
 (mars 2021).
Si vous disposez d'ouvrages ou d'articles de référence ou si vous connaissez des sites web de qualité traitant du thème abordé ici, merci de compléter l'article en donnant les références utiles à sa vérifiabilité et en les liant à la section « Notes et références ».
La ligne O est une ancienne ligne du tramway vicinal de Gand, exploitée par la Société nationale des chemins de fer vicinaux (SNCV), qui reliait Gand à Oostakker entre 1888 et 1957. À l’origine, la ligne se prolongeait jusqu’à Lokeren, mais cette section, restée non électrifiée, fut abandonnée en 1953.

## Histoire
La ligne O a connu plusieurs phases d’exploitation, de la traction vapeur à l’électrification partielle, avant d’être remplacée par un service d’autobus.
- 6 mai 1888 : Mise en service de la ligne entre Gand et Zaffelare, exploitée à la vapeur par la société anonyme des Tramways urbains et vicinaux (TUV), sans indice de ligne.
- 1919 : Reprise de l’exploitation par la SNCV.
- 1921 : Prolongement de la ligne vers la gare de Gand-Dampoort.
- 16 décembre 1930 : Électrification du tronçon entre Gand-Dampoort et Oostakker Slotendries. La ligne reçoit alors l’indice « O ». Le reste de la ligne vers Lokeren reste exploité en traction autonome.
- Du 16 décembre 1930 au 15 mai 1931 : Poursuite de l’électrification jusqu’au village d’Oostakker[1].
- 24 novembre 1933 : Extension de la ligne vers la Gare de Gand-Saint-Pierre.
- 19 avril 1953 : Suppression de la section non électrifiée entre Oostakker Village et Zaffelare.
- 28 septembre 1957 : Fermeture définitive de la ligne et remplacement par une ligne d’autobus portant le même indice (tableau 683)[2].

## Caractéristiques techniques
- Type de traction : vapeur (1888–1930), puis électrique partielle (1930–1957)
- Exploitants successifs : TUV (1888–1919), SNCV (1919–1957)
- Matériel roulant : motrices électriques SNCV (dès 1930), autorails pour la section non électrifiée
- Terminus principaux : Gare de Gand-Saint-Pierre, Gare de Gand-Dampoort, Oostakker, Zaffelare
- Correspondances : avec d’autres lignes vicinales et le réseau ferroviaire belge